# Ernst Dohm
Friedrich Wilhelm Ernst Dohm (Breslavia, 24 maggio 1819 – Berlino, 5 febbraio 1883) è stato un editore, attore teatrale e traduttore tedesco.
Era ebreo e si convertì al cristianesimo. Sposò la femminista Hedwig Dohm e ebbe 5 figli:
1. Hans Ernst Dohm (1854–1866)
2. (Gertrud) Hedwig (Anna) Dohm (1855–1942), sposo lo scienziato Alfred Pringsheim
3. Ida Marie Elisabeth Dohm (1856–?)
4. Marie Pauline Adelheid Dohm (1858–?)
5. Eva Dohm (1860–?)

Divenne nonno del musicista Klaus Pringsheim e Katharina "Katia" Pringsheim, moglie di Thomas Mann. Era capo-editore del Kladderadatsch, una rivista satirica fondata nel 1848, fino al 1849.

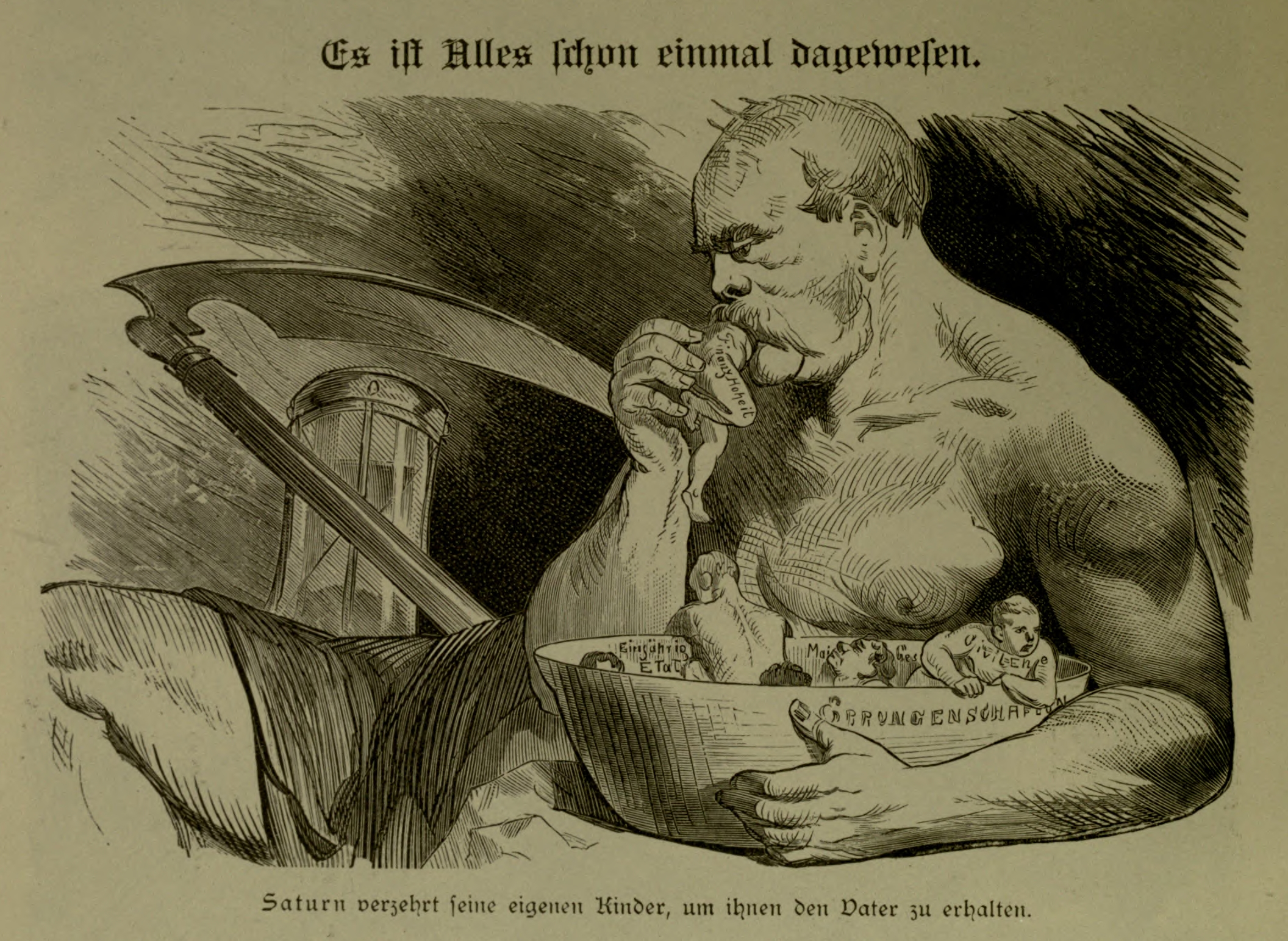
Illustrazione tratta dal Kladderadatsch